# Динамическое распределение памяти
Динамическое распределение памяти — способ выделения оперативной памяти компьютера для объектов в программе, при котором выделение памяти под объект осуществляется во время выполнения программы. 
При динамическом распределении памяти объекты размещаются в т. н. «куче» (англ. heap): при конструировании объекта указывается размер запрашиваемой под объект памяти, и, в случае успеха, выделенная область памяти, условно говоря, «изымается» из «кучи», становясь недоступной при последующих операциях выделения памяти. Противоположная по смыслу операция — освобождение занятой ранее под какой-либо объект памяти: освобождаемая память, также условно говоря, возвращается в «кучу» и становится доступной при дальнейших операциях выделения памяти.
По мере создания в программе новых объектов количество доступной памяти уменьшается. Отсюда вытекает необходимость постоянно освобождать ранее выделенную память. В идеальной ситуации программа должна полностью освободить всю память, которая потребовалась для работы. По аналогии с этим, каждая подпрограмма (процедура или функция) должна обеспечить освобождение всей памяти, выделенной в ходе её выполнения. Неправильное управление памятью приводит к т.н. «утечкам» памяти, когда выделенная память не освобождается. Многократные утечки памяти могут привести к исчерпанию всей оперативной памяти и нарушить работу операционной системы.
Другая проблема — это проблема фрагментации памяти. Выделение памяти происходит блоками — непрерывными фрагментами оперативной памяти (таким образом, каждый блок — это несколько идущих подряд байт). В какой-то момент в куче попросту может не оказаться блока подходящего размера и, даже если свободная память достаточна для размещения объекта, операция выделения памяти окончится неудачей. 
Для управления динамическим распределением памяти используется «сборщик мусора» — программный объект, который следит за выделением памяти и обеспечивает её своевременное освобождение. Сборщик мусора также следит за тем, чтобы свободные блоки имели максимальный размер, и, при необходимости, осуществляет дефрагментацию памяти.

## Элементы реализации

### Язык программирования C (Си)
В языке программирования Си имеются следующие функции для динамического распределения памяти, входящие в стандартную библиотеку:
- malloc (от англ. memory allocation, выделение памяти),
- calloc (от англ. clear allocation, чистое выделение памяти)
- realloc (от англ. reallocation, перераспределение памяти).
- free (англ. free, освободить).

### Язык программирования C++
В C++ имеются два оператора:
- new
- delete.

### Язык программирования Object Pascal
В Object Pascal имеются два оператора:
- New
- Dispose